# Kaiika maxwelli
Kaiika maxwelli (лат.) — ископаемый вид птиц из отряда пингвинообразных (Sphenisciformes), найденный в Новой Зеландии, единственный в роде Kaiika.
Возраст останков плечевой кости оценивается ранним эоценом. Они были обнаружены в 1998 году палеонтологом Филлипом Максвеллом (Dr. Phillip Maxwell, в честь которого и назван вид) в формации Kauru (Waipawan-Mangaorapan) в южной части Canterbury Basin, река Вайхао, Южный Кентербери; 44,79° ю. ш. 171,02° в. д.) и описаны в 2011 году Эваном Фордисом (Ewan R. Fordyce) и Даниэлем Томасом (Daniel Thomas).
Предполагаемый размер взрослой птицы был около 1,3 м, что сравнимо с императорским пингвином и говорит о том, что гигантские пингвины жили и во времена глобального потепления. Новый ископаемый вид Kaiika maxwelli только 7-й вымерший представитель пингвинов с возрастом более древним, чем средний эоцен. Kaiika maxwelli близок к базальному роду пингвинов Waimanu.